# Трегубович, Виктор Иванович
Ви́ктор Ива́нович Трегубо́вич (30 ноября 1935, деревня Сахалин, Красноярский край — 21 сентября 1992, Санкт-Петербург) — советский кинорежиссёр, сценарист и актёр. Народный артист РСФСР (1987).

## Биография
Виктор Трегубович родился 30 ноября 1935 года в деревне Сахалин (нынче входит в состав села Юрьевка), четвёртым ребёнком в семье Ивана Степановича и Екатерины Григорьевны Трегубовичей. Отец работал председателем колхоза имени Калинина в селе по соседству, мать была домохозяйкой.
Виктор вырос в городе Боготоле (Красноярский край). С детства увлёкся кино, принимал активное участие в постановках театра при Дворце железнодорожников. Мечтал стать актёром, однако, окончив школу в 1953 году, был вынужден подать документы в Прокопьевский горный техникум из-за тяжёлого материального положения, в котором оказалась его семья. Спустя год он добился зачисления в армию, где вскоре стал режиссёром солдатского театра.
По окончании службы вернулся в Боготол и устроился инструктором в райком комсомола, но в 1958 году уехал в Москву и поступил во ВГИК на режиссёрский факультет. Учился в мастерской Михаила Ромма. В общежитии делил комнату с Василием Шукшиным, который стал его близким другом. В 1963 окончил институт с золотой медалью, защитившись короткометражкой «Прошлым летом». С 1964 года и до конца дней работал режиссёром на киностудии «Ленфильм». В 1965 году на экраны вышла его первая полнометражная картина «Знойный июль».
За свою короткую, но яркую жизнь он снял пятнадцать фильмов: комедии и мелодрамы, исторические и современные, эпические и военные, публицистические и остросоциальные. Ко многим из них он написал сценарии. Также снимался в качестве актёра как в своих картинах, так и в картинах коллег.
В 1984 году Трегубович стал художественным руководителем Второго творческого объединения киностудии «Ленфильм». С 1990 года являлся руководителем собственной киностудии «Ладога».
20 сентября 1992 года Виктор Трегубович упал со стремянки на своей даче под Петербургом и получил открытый перелом руки. На следующий день, будучи под наркозом, он неожиданно скончался в ходе операции, предположительно из-за врачебной ошибки. Похоронен на Комаровском кладбище под Санкт-Петербургом.

## Личная жизнь
Жена — Юнесса Васильевна Трегубович, учительница математики. Виктор Иванович встретил её в своём родном городе Боготоле, куда та приехала работать по распределению, уже после того как снял свой дипломный фильм.
Дочь — Марина Викторовна Трегубович (Выборнова) (р. 1967, Ленинград) — советская и российская актриса театра и кино, сценарист и оперная певица.
С детства увлекался чтением, коллекционируя книги сибирских писателей. По воспоминаниям современников, к концу жизни его библиотека представляла собой уникальнейшее собрание сочинений, посвящённых Сибири.

## Память
В 2009 году в Боготольском районе Красноярского края был учреждён Фестиваль детского и молодёжного экранного творчества имени Виктора Трегубовича. Его ежегодная программа включает конкурс видеоработ, курсы и лекции, а также встречи с мастерами кинематографа, родными и близкими режиссёра.
Именем Виктора Ивановича назван Дом Культуры Железнодорожников в городе Боготол.
В школе села Юрьевка нынче располагается музей, посвящённый Трегубовичу, а рядом с домом, в котором он проживал, установлен памятник режиссёру.

## Фильмография
| 1962 | «Прошлым летом»                        | зелёная ✓ |           |           | дипломный, короткометражный         |
| 1965 | «Знойный июль»                         | зелёная ✓ |           | зелёная ✓ | старшина милиции                    |
| 1965 | «Рабочий посёлок»                      |           |           | зелёная ✓ | милиционер (2-я серия)              |
| 1968 | «На войне как на войне»                | зелёная ✓ | зелёная ✓ | зелёная ✓ | Шагинян, командир отделения десанта |
| 1971 | «Даурия»                               | зелёная ✓ | зелёная ✓ |           |                                     |
| 1973 | «Старые стены»                         | зелёная ✓ |           | зелёная ✓ | конферансье (нет в титрах)          |
| 1975 | «Доверие»                              | зелёная ✓ |           |           | советско-финская постановка         |
| 1976 | «Строговы»                             |           |           | зелёная ✓ | Степан Зимовский                    |
| 1977 | «Обратная связь»                       | зелёная ✓ |           | зелёная ✓ | мастер Кроль                        |
| 1978 | «Уходя — уходи»                        | зелёная ✓ | зелёная ✓ |           |                                     |
| 1979 | «Путешествие в другой город»           | зелёная ✓ |           |           |                                     |
| 1981 | «Трижды о любви»                       | зелёная ✓ |           |           |                                     |
| 1982 | «Магистраль»                           | зелёная ✓ | зелёная ✓ |           |                                     |
| 1984 | «Прохиндиада, или Бег на месте»        | зелёная ✓ |           |           |                                     |
| 1985 | «Вот моя деревня…»                     | зелёная ✓ | зелёная ✓ |           |                                     |
| 1987 | «Башня»                                | зелёная ✓ |           |           |                                     |
| 1991 | «Хмель»                                | зелёная ✓ | зелёная ✓ | зелёная ✓ | Калистрат                           |
| 1991 | «Лох — победитель воды»                |           |           | зелёная ✓ | кооператор                          |
| 1992 | «Странные мужчины Семёновой Екатерины» |           |           |           | продюсер                            |

## Награды и премии
- Народный артист РСФСР (1987)
- Заслуженный деятель искусств РСФСР (1976)
- Государственная премия РСФСР имени братьев Васильевых (1976) — за художественный фильм «Старые стены» (1973)
- Орден Трудового Красного Знамени (1981)